# John Francis Barnett
John Francis Barnett (Londra, 16 ottobre 1837 – Londra, 24 novembre 1916) è stato un compositore e docente britannico.

## Biografia
John Francis Barnett era figlio del fratello di John Barnett, Joseph Alfred, anche lui professore di musica. John Francis portò avanti le tradizioni della famiglia come compositore e insegnante. Ottenne la borsa di studio della regina alla Royal Academy of Music e divenne un pianista esperto, visitando la Germania per studiare nel 1857 e suonando il Concerto per pianoforte n. 2 in re minore di Mendelssohn in un concerto del Gewandhaus a Lipsia nel 1860. Tra i suoi insegnanti al Conservatorio di Lipsia c'era il grande pianista Ignaz Moscheles, che era stato allievo di Beethoven.
Tornato in Gran Bretagna, Barnett visse una carriera di successo come pianista per alcuni anni, ma si concentrò sempre più sulla composizione e sull'insegnamento. Divenne noto come compositore con la sua sinfonia in La minore (1864) e a questa fecero seguito un certo numero di composizioni per orchestra, archi e pianoforte. La sua cantata The Ancient Mariner fu eseguita in anteprima a Birmingham nel 1867 e un'altra, Paradise e Peri, nel 1870, entrambe con successo. Nel 1873 fu scritta la sua opera più importante, l'oratorio The Raising of Lazarus e nel 1876 fu prodotta a Hereford. Durante questo periodo Barnett compose anche diverse altre cantate minori e pezzi per pianoforte e prese parte attiva come professore alla Guildhall School of Music e fu uno dei fondatori e professori del Royal College of Music, dove tra i suoi studenti c'era Marmaduke Barton.

## Vita privata
John Francis Barnett si sposò due volte, la sua prima moglie morì nel 1882 dando alla luce il loro quarto figlio. Diversi membri della sua famiglia divennero musicisti di successo, in particolare il nipote John Francis Cook (1908-1992), che cambiò il suo nome con atto unilaterale in John Francis e divenne noto come flautista e insegnante e le sue pronipoti Judith Fitton (flautista), Sarah Francis (oboista) e Hannah Francis (soprano).

## Lavori selezionati

### Orchestra
- 1864 - Symphony in A minor (fp. Musical Society of London, 15 June 1864)
- 1868 - Overture symphonique in E (fp. Philharmonic Society, London, 11 May 1868), revised 1891 (Philharmonic Society, London, 28 May 1891)
- 1869 - Piano Concerto in D minor, Op.25
- 1873 - The Winter's Tale, overture (fp. British Orchestral Society, London, 6 February 1873)
- 1874 - The Lay of the Last Minstrel, suite in four movements (fp. Liverpool Festival, October 1874)
- 1881 - The Harvest Festival, symphonic poem (fp. Norwich Festival, 1881)
- 1883 - Two sketches: Ebbing Tide and Elfland (fp. Crystal Palace, London, 1883)
- 1888 - Pastoral Suite (fp. Philharmonic Society, London, 31 May 1888) [revised version of The Harvest Festival]
- 1895 - Two pieces: Liebeslied and Im alten Styl (fp. Crystal Palace, London, 1895)
- 1891 - Two sketches: Flowing Tide and Fairyland (fp. Crystal Palace, London, 1893)
- Concerto pastorale for flute and orchestra

### Coro e voce
- 1867 - The Ancient Mariner, cantata (fp. Birmingham Festival, 29 August 1867)
- 1870 - Paradise and the Peri, cantata (fp. Birmingham Festival, 30 August 1870)
- 1873 - The Raising of Lazarus, oratorio (fp. New Philharmonic Society, London, 18 June 1873)
- 1876 - The Good Shepherd, sacred cantata, Op.26 (fp. Brighton Festival, 1876)
- 1880 - The Building of the Ship, cantata, Op.35 (fp. Leeds Festival, 13 October 1880)
- 1880 - The Golden Gate, scena for contralto and orchestra (fp. Philharmonic Society, London, 4 March 1880)
- 1888 - The Triumph of Labour, ode for chorus and orchestra (fp. Crystal Palace, London, 1888)
- 1893 - The Wishing-Bell, cantata (fp. Norwich Festival, 9 October 1893)
- 1913 - The Eve of St Agnes, cantata (fp. London Choral Society, 1913)